# Daryl McCormack
Daryl McCormack (* 22. Januar  1993) ist ein irischer Film- und Theaterschauspieler.

## Leben
Der 1993 geborene Daryl McCormack wuchs in Nenagh im County Tipperary auf. Seine Mutter, Theresa McCormack, ist Irin, sein Vater ist der US-Amerikaner Alfred Thomas. Nach seinem Umzug nach Dublin studierte er dort „theatre and performance“ am Conservatory of Music & Drama des Dublin Institute of Technology und besuchte die Gaiety School of Acting.
Erste größere Bekanntheit erlangte er durch seine Rolle in der Fernsehserie Fair City von RTÉ One, in der er von 2015 bis 2016 Pierce Devlin spielte. In Peaky Blinders war er in sechs Folgen in der Rolle von Isaiah Jesus zu sehen.
Im Jahr 2018 gab McCormack in der Rolle von Brendan in The Lieutenant of Inishmore sein Debüt am West End. Zudem spielte er Romeo in Romeo und Julia und die Titelrolle in Othello.
Von Screen International wurde McCormack zu einem der „Stars of Tomorrow“ des Jahres 2021 bestimmt.
Eine größere Filmrolle erhielt er in der Kriminalkomödie Pixie – Mit ihr ist nicht zu spaßen von Barnaby Thompson, in der er Harland spielte. In der Tragikomödie Meine Stunden mit Leo von Sophie Hyde ist er an der Seite von Emma Thompson in der Titelrolle zu sehen. Der Film feierte im Januar 2022 beim Sundance Film Festival seine Premiere und wurde im darauffolgenden Monat bei den Internationalen Filmfestspiele in Berlin vorgestellt. Eine weitere Hauptrolle erhielt McCormack in dem Thriller The Lesson von Alice Troughton, in dem er an der Seite von Richard E. Grant einen angehenden Schriftsteller spielt. Die Premiere des Films ist im Sommer 2023 beim Tribeca Film Festival geplant.
Im Jahr 2023 wurde er bei den BAFTA Awards für den Rising Star Award nominiert. Im gleichen Jahr wurde McCormack im Rahmen der Filmfestspiele von Cannes mit der Trophée Chopard ausgezeichnet.

## Filmografie
- 2015–2016: Fair City (Fernsehserie, 36 Folgen)
- 2016: The Randomer
- 2019: How to Fake a War
- 2019–2022: Peaky Blinders – Gangs of Birmingham (Peaky Blinders, Fernsehserie, 6 Folgen)
- 2019: A Good Woman Is Hard to Find
- 2020: Pixie – Mit ihr ist nicht zu spaßen (Pixie)
- 2021: Das Rad der Zeit (The Wheel of Time, Fernsehserie, 3 Folgen)
- 2022: Meine Stunden mit Leo (Good Luck to You, Leo Grande)
- 2022: Bad Sisters (Fernsehserie, 10 Folgen)
- 2023: The Lesson
- 2023: The Woman in the Wall
- 2024: Twisters

## Auszeichnungen
Black Reel Award
- 2023: Nominierung als Bester Nachwuchsschauspieler (Meine Stunden mit Leo)[8]

British Academy Film Award
- 2023: Nominierung als Bester Nachwuchsdarsteller (Meine Stunden mit Leo)
- 2023: Nominierung als Bester Hauptdarsteller (Meine Stunden mit Leo)

British Independent Film Award
- 2022: Nominierung als Bester Hauptdarsteller (Meine Stunden mit Leo, gemeinsam mit Emma Thompson)[9]

Irish Film & Television Award
- 2023: Nominierung als Bester Hauptdarsteller (Meine Stunden mit Leo)
- 2023: Nominierung als Bester Nebendarsteller, Fernsehserie – Drama (Bad Sisters)[10]
- 2024: Nominierung als Bester Hauptdarsteller (The Woman in the Wall)[11]

Internationale Filmfestspiele von Cannes
- 2023: Auszeichnung mit der Trophée Chopard